# 2016 Heinemann
Heinemann (asteroide 2016) é um asteroide da cintura principal com um diâmetro de 21,85 quilómetros, a 2,5345959 UA. Possui uma excentricidade de 0,1905354 e um período orbital de 2 023,75 dias (5,54 anos).
Heinemann tem uma velocidade orbital média de 16,83206211 km/s e uma inclinação de 0,92274º.
Esse asteroide foi descoberto em 18 de Setembro de 1938 por Alfred Bohrmann.